# Müfide İlhan
Müfide İlhan (n. 11 februarie 1911, Constantinopol, Imperiul Otoman – d. 2 februarie 1996, Bodrum, Provincia Muğla, Turcia) a fost primar al orașului Mersin, Turcia, la începutul anilor 1950. Este cunoscută ca fiind prima femeie primar din Turcia.

## Tinerețe
Müfide İlhan s-a născut la 19 februarie 1911 la Istanbul. Tatăl ei a fost Mustafa Nazif, un ofițer de armată, iar mama ei a fost Emine, casnică. A avut doar patru ani când tatăl ei Nafiz a căzut în Bătălia de la Çunukbahir în timpul campaniei de la Gallipoli din Primul Război Mondial. După război, a fost trimisă la Ankara, unde și-a terminat studiile elementare. După eliberarea Istanbulului, ea s-a mutat la Istanbul și și-a terminat studiile secundare la Liceul de Fete din Kandilli. În 1928 a terminat facultatea de pedagogie. După ce a absolvit facultatea, a început să lucreze ca profesoară în Istanbul.

## Prima căsătorie
În 1928 s-a căsătorit cu Nuri Çetinkaya, ofițer de armată. Ea și-a însoțit soțul în diferite orașe din Turcia, cum ar fi Erzurum și Kırklareli. Când soțul ei a fost desemnat atașatul militar turc la Berlin, Germania, ea a studiat la Institutul Pestalozzi-Fröbel-Haus⁠(d). Cu toate acestea, în 1936, cuplul a divorțat și Müfide s-a întors la Ankara.

## A doua căsătorie
La Ankara s-a întâlnit cu doctorul Faruk İlhan. Dar Faruk İlhan a trebuit să călătorească la Kabul, Afganistan, pentru a înființa școala de medicină a Universității din Kabul. S-au căsătorit astfel la Kabul. În 1945, spre sfârșitul celui de-al Doilea Război Mondial, cuplul a decis să se întoarcă în Turcia. Dar din cauza dificultăților din timpul războiului și a tulburărilor din Karachi, cuplul nu a putut să se întoarcă. Așadar, s-au întors acasă cu un autoturism prin Iran, ceea ce părea imposibil pentru mulți oameni în anul 1945. În 1946, au decis să se stabilească în Mersin, orașul natal al lui Faruk İlhan.

## Viață politică
La Mersin a început să fie interesată de politică. Partidul Democrat (Demokrat Parti) a învins Partidul Popular Republican (Cumhuriyet Halk Partisi) la alegerile generale din 1950, astfel a pus capăt guvernării de 27 de ani a republicanilor, lucru care mai târziu a fost numită „revoluția albă”. Müfide İlhan a devenit primarul orașului Mersin în calitate de candidat al democraților la alegerile din 3 septembrie 1950 și a făcut senzație atât în țară, cât și în străinătate pentru că a fost prima femeie primar a Turciei, într-un moment în care participarea femeilor turce la politica era încă considerabil scăzută. A fost invitată în Marea Britanie.
İlhan, ca majoritatea reformiștilor din acea vreme, era împotriva administrației autoritare a guvernului republican de dinainte de 1950. Cu toate acestea, ea nu a fost împotriva ideologiei acestora, așa-numitul Kemalism. Astfel, unele mișcări timpurii ale guvernului democrat, care păreau să fie împotriva kemalismului, au dezamăgit-o. De exemplu, i-a fost dificil să accepte ridicarea de către guvernul democrat a interdicției privind ezanul arab (أَذَان). Guvernul republican a fost cel care a inițiat recitarea ezan în limba turcă în moschei în 1932, în loc de araba tradițională.
La 17 decembrie 1951, după un an de muncă intensă, ea a demisionat din funcție. După un timp și-a dat demisia din partid. Ea a format o ligă numită „Liga pentru sprijinirea candidaților independenți” la Mersin. Ea a publicat, de asemenea, un buletin de scurtă durată numit Mücadele (cu sensul de Lupta). Cu toate acestea, după ce soțul ei a fost numit în İzmit ca medic șef, ea a părăsit Mersin în 1955.

## Alte activități
Între 1968 și 1981 a lucrat ca profesoară în Germania pentru imigranții turci.  Ea a lucrat într-o serie de asociații sociale. În ultimii ei ani, a făcut donații spitalelor și unei case de bătrâni din Mersin.

## Viață personală
Müfide a avut șapte copii; două fiice din prima căsătorie, un fiu și trei fiice din a doua căsătorie și un fiu adoptiv. În 1965, a fost aleasă drept „mama anului” de către Asociația Turcă a Mamelor.

## Moștenire
Un cartier din comuna Akdeniz și un parc public din municipiul Yenișehir poartă numele ei. Una dintre galeriile de artă din İçel Sanat Kulübü⁠(d) (principalul club de artă din Mersin) poartă, de asemenea, numele ei. La 4 aprilie 2015, autoritățile din Mersin au inaugurat o statuie a Müfidei İlhan.